# 471 Papagena
471 Papagena eller 1901 GN är en asteroid i huvudbältet, som upptäcktes 7 juni 1901 av den tyske astronomen Max Wolf. Den har fått sitt namn efter karaktären Papageno i Mozart´s opera Trollflöjten.
Asteroiden har en diameter på ungefär 148 kilometer.